# Сесілія Коста Мольгар
Сесілія Коста Мольгар (ісп. Cecilia Costa Melgar; нар. 26 грудня 1992) — колишня чилійська тенісистка.
Найвищу одиночну позицію світового рейтингу — 367 місце досягла 20 травня 2013, парну — 216 місце — 8 вересня 2014 року.
Здобула 4 одиночні та 7 парних титулів.

## Фінали ITF

### Одиночний розряд: 10 (4–6)
| Легенда         |
| --------------- |
| турніри $25,000 |
| турніри $10,000 |

| Фінали за покриттям |
| ------------------- |
| Тверде (0–0)        |
| Ґрунт (4–6)         |

| Результат | Ранг | Дата     | Турнір                    | Покриття | Суперниця               | Рахунок            |
| --------- | ---- | -------- | ------------------------- | -------- | ----------------------- | ------------------ |
| Поразка   | 1.   | Сер 2008 | ITF Бель-Вільє, Аргентина | Ґрунт    | Вероніка Сп'єхель       | 1–6, 1–6           |
| Поразка   | 2.   | Жов 2011 | ITF Богота, Колумбія      | Ґрунт    | Патрісія Ку Флорес      | 7–6(6), 5–7, 3–6   |
| Поразка   | 3.   | Лип 2012 | ITF Ла-Пас, Болівія       | Ґрунт    | Гвадалупе Морено        | 5–7, 3–6           |
| Поразка   | 4.   | Сер 2012 | ITF Санта-Крус, Болівія   | Ґрунт    | Каміла Сільва           | 4–6, 7–6(1), 3–6   |
| Перемога  | 1.   | Вер 2012 | ITF Перейра, Колумбія     | Ґрунт    | Анастасія Харченко      | 6–2, 6–3           |
| Перемога  | 2.   | Вер 2012 | ITF Богота, Колумбія      | Ґрунт    | Юліана Лісарасо         | 1–6, 6–3, 6–4      |
| Перемога  | 3.   | Жов 2012 | ITF Сантьяго, Чилі        | Ґрунт    | Даніела Сегель          | 6–4, 6–2           |
| Поразка   | 5.   | Лис 2012 | ITF Кільйота, Чилі        | Ґрунт    | Каміла Сільва           | 5–7, 6–4, 1–6      |
| Перемога  | 4.   | Сер 2013 | ITF Ла-Пас, Болівія       | Ґрунт    | Макарена Оліварес Лопес | 4–6, 6–1, 6–1      |
| Поразка   | 6.   | Лис 2013 | ITF Сантьяго, Чилі        | Ґрунт    | Надія Подороська        | 2–6, 7–5, 5–3 ret. |

### Парний розряд: 17 (7–10)
| Легенда         |
| --------------- |
| турніри $25,000 |
| турніри $10,000 |

| Фінали за покриттям |
| ------------------- |
| Тверде (1–1)        |
| Ґрунт (6–9)         |

| Результат | Ранг | Дата     | Турнір                     | Покриття | Партнерка               | Суперниці                                   | Рахунок          |
| --------- | ---- | -------- | -------------------------- | -------- | ----------------------- | ------------------------------------------- | ---------------- |
| Перемога  | 1.   | Лис 2009 | ITF Ліма, Перу             | Ґрунт    | Андреа Коч Бенвенуто    | Агустіна Ескенасі Паула Ормаечеа            | 6–1, 6–3         |
| Перемога  | 2.   | Тра 2011 | ITF Ітапарика, Бразилія    | Тверде   | Флавія Гімарайнш Буену  | Ісабелья Роббіані Лусіана Сарменті          | 6–3, 3–6, [10–8] |
| Поразка   | 1.   | Сер 2011 | ITF Ферсмольд, Німеччина   | Ґрунт    | Даніела Сегель          | Єлизавета Янчук Джулія Майр                 | 4–6, 3–6         |
| Поразка   | 2.   | Жов 2011 | ITF Сан-Паулу, Бразилія    | Ґрунт    | Габріела Се             | Марія Фернанда Алвеш Каріна Вендітті        | 2–6, 4–6         |
| Поразка   | 3.   | Жов 2011 | ITF Богота, Колумбія       | Ґрунт    | Белен Лудуенья          | Патрісія Ку Флорес Катеріне Міранда Чанґ    | 4–6, 5–7         |
| Поразка   | 4.   | Бер 2012 | ITF Пуебла, Мексика        | Тверде   | Флавія Гімарайнш Буену  | Іветт Лопес Ана Паула де ла Пенья           | 1–6, 6–7(0)      |
| Перемога  | 3.   | Вер 2012 | ITF Перейра, Колумбія      | Ґрунт    | Анастасія Харченко      | Габріела Кольїторе Патрісія Ку Флорес       | 6–1, 6–0         |
| Поразка   | 5.   | Жов 2012 | ITF Сантьяго, Чилі         | Ґрунт    | Даніела Сегель          | Аранса Салут Кароліна Себальйос             | 6–4, 4–6, [8–10] |
| Перемога  | 4.   | Жов 2012 | ITF Сантьяго, Чилі         | Ґрунт    | Даніела Сегель          | Орнелья Карон Аранса Салут                  | 6–3, 6–4         |
| Перемога  | 5.   | Лис 2012 | ITF Кільйота, Чилі         | Ґрунт    | Каміла Сільва           | Софія Луїні Барбара Монтьєль                | 6–1, 6–1         |
| Поразка   | 6.   | Сер 2013 | ITF Санта-Крус, Болівія    | Ґрунт    | Каміла Джангреко Кампіс | Марія Фернанда Альварес Теран Данієла Руїс  | 5–7, 3–6         |
| Перемога  | 6.   | Вер 2013 | ITF Мон-де-Марсан, Франція | Ґрунт    | Даніела Сегель          | Алізе Лім Лаура Торп                        | 6–4, 6–2         |
| Поразка   | 7.   | Вер 2013 | ITF Севілья, Іспанія       | Ґрунт    | Гая Санесі              | Паула Крістіна Гонсалвеш Флоренсія Молінеро | 3–6, 5–7         |
| Поразка   | 8.   | Жов 2013 | ITF Касабланка, Марокко    | Ґрунт    | Анастасія Гримальська   | Паула Каня Валерія Соловйова                | 6–7(3), 4–6      |
| Поразка   | 9.   | Гру 2013 | ITF Сантьяго, Чилі         | Ґрунт    | Даніела Сегель          | Вероніка Сепеде Ройг Марія Ірігоєн          | 6–2, 4–6, [5–10] |
| Перемога  | 7.   | Лип 2014 | ITF Кнокке, Бельгія        | Ґрунт    | Альона Большова         | Жустін Де Суттер Софі Оєн                   | 4–6, 6–3, [10–4] |
| Поразка   | 10.  | Жов 2014 | ITF Ліма, Перу             | Ґрунт    | Наталі Курата           | Софія Луїні Гвадалупе Перес Рохас           | 4–6, 3–6         |